# Rebecca Hallová
Rebecca Maria Hallová (* 19. květen 1982 Londýn) je anglická herečka a režisérka.

## Život
Je dcerou britského divadelního režiséra Petera Halla a americké operní pěvkyně Maria Ewingové. Její rodiče se rozvedli v roce 1990. Z otcovi strany má pět nevlastních sourozenců. V letech 2011 až 2014 byl jejím partnerem anglický režisér Sam Mendes. Po rozchodu s Mendesem se v divadle seznámila s americkým hercem Morganem Spectorem. Vzali se v září roku 2015. Mají spolu dceru Idu (* 2018).

## Kariéra
Poprvé si Rebecca zahrála v seriálu v deseti letech. Jmenoval se The Camomile Lawn, a režíroval jej její otec. Rok se sešel s rokem a mladičká herečka dostala roli v dramatu Neopouštěj mě. Následně se na 13 let skoro odmlčela, ukázala se jen v TV seriálu Svět králíčka a jeho přátel, aby se v roce 2006 vrátila ve famózní roli ve sci-fi thrilleru Dokonalý trik. O rok později byla za tento film nominována na cenu Empire Award a na cenu londýnských filmových kritiků. Velkým úspěchem se stal film Vicky Cristina Barcelona režiséra Woodyho Allena, za který byla nominována na Zlatý glóbus a mnoho další cen. V roce 2009 účinkovala ve filmu Dorian Gray.

## Filmografie

### Film
| Rok  | Název                                | Role                 | Poznámky            |
| ---- | ------------------------------------ | -------------------- | ------------------- |
| 2006 | Zahřívací kolo                       | Rebecca Epstein      |                     |
| 2006 | Dokonalý trik                        | Sarah Borden         |                     |
| 2008 | Vicky Cristina Barcelona             | Vicky                |                     |
| 2008 | Duel Frost/Nixon                     | Caroline Cushing     |                     |
| 2009 | Dorian Gray                          | Emily Wotton         |                     |
| 2010 | Všechno musí pryč                    | Samantha             |                     |
| 2010 | Není zač                             | Rebecca              |                     |
| 2010 | Město                                | Claire Keesey        |                     |
| 2011 | Procitnutí                           | Florence Cathcart    |                     |
| 2012 | Sázka na favorita                    | Beth Raymer          |                     |
| 2013 | Iron Man 3                           | Maya Hansen          |                     |
| 2013 | Uzavřený kruh                        | Claudia Simmons-Howe |                     |
| 2014 | Transcendence                        | Evelyn Caster        |                     |
| 2015 | Tumbledown                           | Hannah Miles         |                     |
| 2015 | Dárek                                | Robyn Callem         |                     |
| 2016 | Christine                            | Christine Chubbuck   |                     |
| 2016 | Obr Dobr                             | Mary                 |                     |
| 2017 | Professor Marston & the Wonder Women | Olive Byrne          |                     |
| 2017 | Osudová večeře                       | Katelyn Lohman       |                     |
| 2017 | Dva nestačí                          | Anna                 | také producent      |
| 2018 | Jít za svým snem                     | Jules                |                     |
| 2018 | Holmes a Watson                      | Grace Hart           |                     |
| 2019 | Deštivý den v New Yorku              | Connie Davidoff      |                     |
| 2020 | Temný dům                            | Beth Parchin         |                     |
| 2021 | Jsme v tom spolu                     |                      | Segment: "Mother!!" |
| 2021 | Godzilla vs. Kong                    | Ilene Andrews        |                     |
| 2024 | Godzilla x Kong: Nové impérium       | Ilene Andrews        |                     |

### Televize
| Rok  | Název                             | Role                | Poznámky                                                       |
| ---- | --------------------------------- | ------------------- | -------------------------------------------------------------- |
| 1992 | Svět Petra Králíčka a jeho přátel | Lucie (hlas)        | Epizoda: "The Tale of Mrs. Tiggy-Winkle and Mr. Jeremy Fisher" |
| 2008 | Einstein a Eddington              | Winnifred Eddington | TV film                                                        |
| 2012 | Konec přehlídky                   | Sylvia Tietjens     | hlavní postava                                                 |
| 2020 | Příběhy nekonečna                 | Loretta             | hlavní postava                                                 |